# Costras biológicas de suelo
Las costras biológicas de suelo son comunidades de organismos que habitan en la superficie del suelo de ecosistemas áridos y semiáridos. Se encuentran en todo el mundo, su composición y abundancia varia según la topografía, características del suelo, clima, vegetación asociada, microhabitats, y grado de perturbación. Las costras de suelo llevan a cabo funciones ecológicas importantes, como la fijación de carbono, fijación de nitrógeno y estabilización del suelo;  alteran el efecto albedo de la tierra y las relaciones de agua sobre su superficie, así como afectan la germinación y los niveles de nutrientes para las plantas vasculares. Las costras pueden sufrir daños por incendios, pastoreo, actividades recreativas y otras perturbaciones, por lo que las costras de suelo pueden requerir periodos de tiempo largos para recuperar su composición y función. Las costras de suelo biológicas  también se conocen como suelos cryptogamicos, suelos microbioticos, suelos microfiticos, o suelos cryptobioticos.

## Historia natural

### Biología y composición
Las costras de suelo biológicas se componen principalmente por hongos, líquenes, cianobacterias, briofitas y algas en proporciones variables. Estos organismos viven en íntima asociación a modo de tapete microbiano en los primeros milímetros de la superficie del suelo. Son los organismos base para la formación  y construcción de costras en el suelo.
Cianobacterias
Las cianobacterias son el componente fotosintético principal de las costras de suelo. además de otros grupos fotosintéticos como musgos líquenes y algas verdes El más común cyanobacteria encontrado en costras de tierra pertenecen a grandes filamentous especie como aquellos en el genus Microcoleus. Estas especies forman filamentos agrupados que están rodeados por una vaina gelatinosa de sustancias poliméricas extracelulares (SPE). Estos filamentos unen las partículas del suelo en las capas superiores del suelo, formando una estructura en forma de red tridimensional que mantiene el suelo unido en una corteza. Algunas cianobacterias comunes son las Nostocales que contienen heterocisto como el género Nostoc, que además de formar vainas y láminas de filamentos que estabilizan el suelo, también pueden fijar el nitrógeno gaseoso atmosférico en formas biodisponibles, como el amoníaco.
Briofitas
Las briofitas en las costras de suelo pueden ser musgos o hepaticofitas. Los musgos generalmente se clasifican en musgos anuales cortos o musgos perennes altos. Las hepaticofitas pueden ser planas, con morfología de listón u hoja. Se reproducen por esporulación o por fragmentación asexual, también pueden realizar fotosíntesis para fijar carbono de la atmósfera.
Líquenes
Los líquenes se distinguen por su forma de crecimiento y poseer un endosimbionte. Los líquenes incluyen a los líquenes aerolatos que se sujetan firmemente al sustrato del suelo, líquenes esquamulosos con morfologías planas que se elevan sobre el sustrato y líquenes foliosos que tienen estructuras en forma de hojas y se unen al sustrato en una pequeña porción. Los cloroliquenes con simbiontes de algas verdes pueden fijar carbono, mientras lo cianoliquenes con cianobacterias como simbiontes pueden fijar nitrógeno. Los líquenes producen pigmentos accesorios que los protegen de la radiación y la foto-inhibición 
Hongos
Los micro-hongos en las costras de suelo pueden estar en forma libre o con simbiontes con algas u otros líquenes. Los hongos de vida libre funcionan como descomponedores y contribuyen a a la biomasa microbiana. Muchos micro hongos en las costras de suelo se han adaptado a condiciones de luz y radiación extremas, por lo que han evolucionado para producir melanina. Los hongos hyphae pueden unir y  cementar partículas de suelo generando una sedimentación del suelo. 
Algas Verdes en forma libre
Las algas verdes en las costras están presentes justo debajo de la superficie de suelo donde son parcialmente protegidas de la radiación UV. Las algas se vuelven inactivas cuando  la costra se seca y se reactivan cuando esta se humidifica. También hacen fotosíntesis  para fijar carbono de la atmósfera.

### Formación y sucesión
Las costras de suelo se forman en espacios abiertos, entre plantas vasculares. Frecuentemente, organismos unicelulares como cianobacterias o esporas de hongos en forma libre son los primeros en colonizar el suelo. Una vez que sus filamentos estabilizan el suelo, los líquenes y musgos pueden colonizar. Los líquenes apresadores son los colonizadores más persistentes en condiciones de alto estrés ambiental, mientras que los líquenes de más de tres dimensiones requieren periodos largos de poca inestabilidad ambiental y condiciones ambientales moderadas para crecer.
El establecimiento de la costra de suelo ocurre más rápidamente en suelos húmedos y de textura fina  (~2 años)   mientras que en suelos secos y de textura gruesa el crecimiento es más lento (>3800 años). Los tiempos de establecimiento también dependen del grado de perturbación, sitio, y disponibilidad de propágulos.

## Distribución

### Rango geográfico

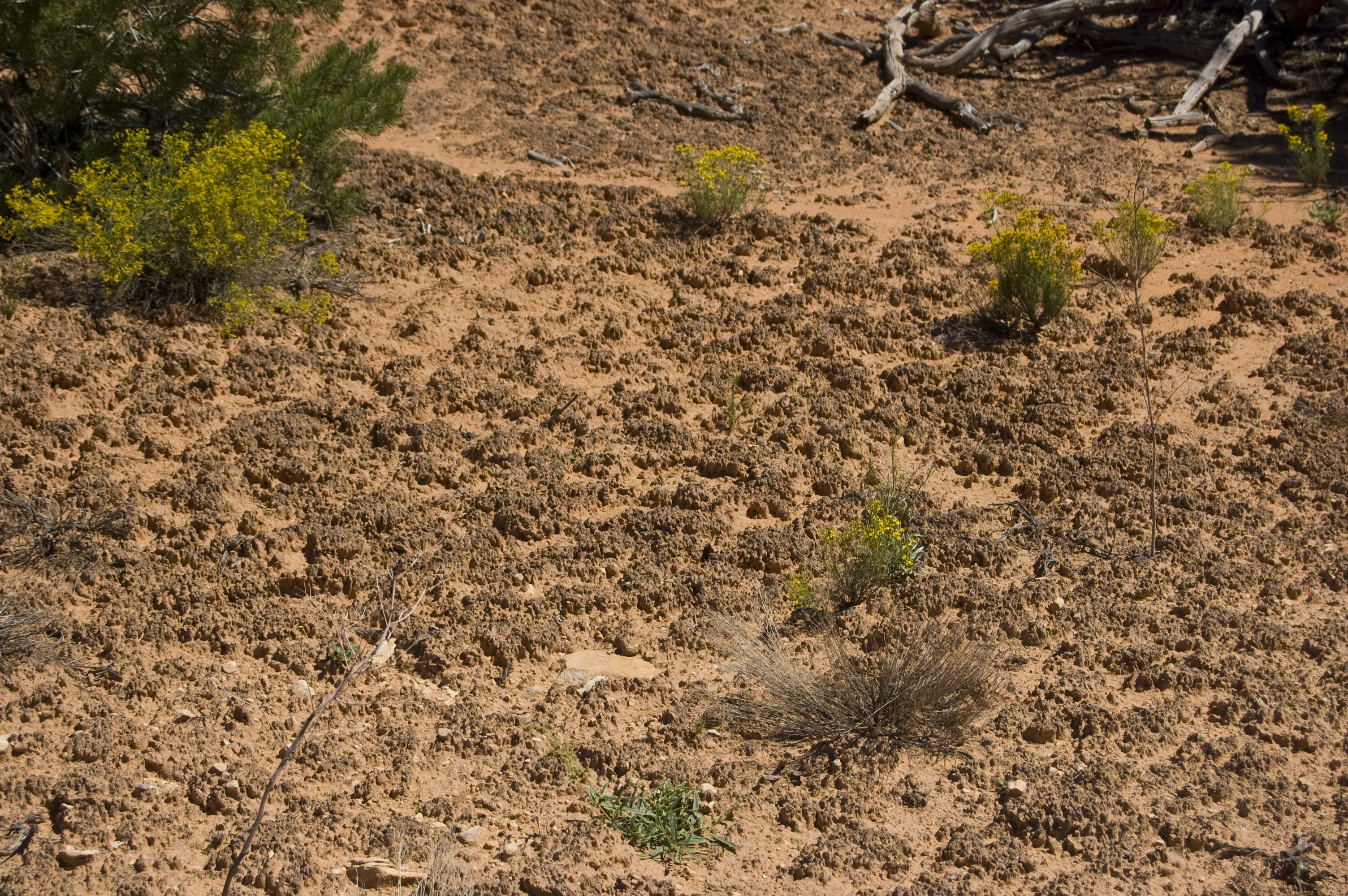
Costra de suelo biológica en Natural Bridges National Monument cerca de Sipapu Bridge

Las costras de suelo biológicas se encuentran por encima de casi todos tipos de suelo, pero se encuentran más abundantes en regiones áridas o secas, donde la cubierta foliar es baja o no existe. Esto se debe a que los organismos de las costras no pueden crecer hacia arriba y por tanto no puede competir por luz con las plantas vasculares.Las costras de suelo biológicas se distribuyen en todos los continentes incluyendo la Antártida.

### Tipos de costras de suelo
La composición de especies y el aspecto físico de las costras de suelo varía según el clima, suelo, y grado de perturbación. Por ejemplo, las costras de suelo dominadas por algas verdes crecen más en suelos ácidos y poco salinos, mientras que costras dominadas por cianobacterias crecen mejor en suelos salino-alcalinos. Dentro de una misma zona climática, la abundancia de líquenes y musgos en costras de suelo generalmente aumenta conforme incrementa el limo, conforme aumentan los suelos calcáreos y disminuyen los suelos arcillosos. También, los hábitats con mayor humedad pueden contener mayor cantidad de líquenes y musgos.
La morfología superficial de las costra de suelo puede variar de ser completamente lisa con unos cuantos milímetros en grosor a contener pináculos de hasta 15 cm de alto. Las costras de suelo lisas se dan en desiertos calientes donde la tierra no se congela, y se componen mayormente de cianobacterias, algas, y hongos. Las costras más gruesas y ásperas prosperan en áreas donde hay mayor precipitación por de líquenes y musgos, donde se producen heladas que causan la formación de micro topografías superficiales en forma de grumos, cerros y pináculos empinados. Debido a la intensa radiación UV, las costras de suelo tienen una apariencia más oscura que las zonas del suelo donde no crecen las costras, esto es debido a los pigmentos protectores de UV  como la Scitonemina que secretan las cianobacterias

## Ecología

### Función y servicios ecosistémicos

#### Ciclos Biogeoquímicos
Ciclo del carbono
las costras de suelo contribuyen al ciclo de carbono a través de la respiración y la fotosíntesis mismas que los microorganismos llevan a cabo cuando la costra esta húmeda. La respiración puede empezar a los 3 minutos después de mojar la costra mientras que la fotosíntesis logra activarse hasta después de 30 minutos. Algunos organismos tienen respuestas diferentes a a diferentes niveles de agua, algunos líquenes bajan sus tasas fotosintéticas cuándo el contenido de agua es más del 60% mientras que las algas verdes no muestran diferencias. Los Índices de fotosíntesis dependen también de la temperatura, aumentando hasta los 28 grados Celsius (82,4 °F) °C (82 ).
Las estimaciones para las entradas de carbono anuales son de 0.4 a 37 g/cm/año dependiendo del estado de sucesión de la costra. Las estimaciones de absorción de carbono total de las costras a nivel global son de ~3.9 Pg/año (2.1-7.4 Pg/año).
Ciclo de nitrógeno
las contribuciones de las costra de suelo al ciclo de nitrógeno varían dependiendo de la composición de la costra, ya que únicamente las costras con cianobacterias y cianoliquenes fijan nitrógeno. La Fijación de nitrógeno requiere energía de los productos de fotosíntesis, y por tanto requiere un aumento en la temperatura para tener suficiente humedad. Se ha demostrado que el nitrógeno fijado por las costras se puede filtrar al substrato circundante y puede ser tomado por las plantas, bacterias y hongos. 
la Fijación de nitrógeno ha registrada con índices de 0.7–100 kg/ha por año, en los desiertos calientes de Australia a los desiertos fríos. Las estimaciones de fijación de nitrógeno biológica total son ~ 49 Tg/año (27-99 Tg/año).

### Conservación y manejo
La eliminación de agentes estresantes como la predación por pastoreo o la protección de perturbaciones son las maneras más fáciles de mantener y mejorar las costras de suelo biológicas. La protección de sitios conservados (que no han sido perturbados) pueden servir para la posterior restauración.
Hay varios métodos exitosos para estabilizar el suelo mediante la recolonización de costras prístinas que se aplican en camada tosca (como paja) o plantando plantas vasculares, pero estos métodos son costosos y se requiere de un trabajo-técnico intensivo. También se ha probado usar aerosol o gel de poliacriamida para proteger el suelo, pero esto afecta adversa mente la fotosíntesis y fijación de nitrógeno de especies como Collema . Otros métodos como fertilización e inoculación con materiales de los sitios adyacentes pueden lograr la recuperación de la costra, y contraarrestar los efectos de las perturbaciones.
Hoy, el método de inoculación directa de tierra con microorganismos nativos, bacterias y cianobacteria, es la técnica más usada, sostenible, eco-amistosa y económicamente eficaz para rehabilitar las costras de suelo.